# Zaricicea, Seredîna-Buda
Zaricicea (în ucraineană Заріччя) este un sat în comuna Holubivka din raionul Seredîna-Buda, regiunea Sumî, Ucraina.

## Demografie
Componența lingvistică a localității Zaricicea
     Rusă (78,79%)
     Ucraineană (21,21%)
Conform recensământului din 2001, majoritatea populației localității Zaricicea era vorbitoare de rusă (78,79%), existând în minoritate și vorbitori de ucraineană (21,21%).